# Eunidia lineatoides
Eunidia lineatoides là một loài bọ cánh cứng trong họ Cerambycidae.